# Desmidorchis impostor
Desmidorchis impostor är en oleanderväxtart som beskrevs av Jonkers. Desmidorchis impostor ingår i släktet Desmidorchis och familjen oleanderväxter. Inga underarter finns listade i Catalogue of Life.